# Ейстейн Халвдансон
Ейстейн Халвдансон (на старонорвежки: Eysteinn Hálfdansson) е полулегендарен конунг от династията Инглинги, който управлява Румерике в Норвегия след баща си Халвдан Бялата кост.
За живота на Ейстейн се разказва в Сага за Инглингите на Снори Стурлусон. Според нея Ейстейн е син на Халвдан Бялата кост и Аса, дъщерята на конунга на Оплан Ейстейн Суровия. Има брат на име Гюдрьод, който властвал в Хедмарк.
Ейстейн жени за Хилда, дъщерята на конунга на Вестфол. Тъй като нейният баща няма синове, след смъртта му Ейстейн като негов зет получава наследството на жена си и оттогава владее и Вестфол. Ейстейн и Хилда имат син Халвдан Щедрия на злато и пестеливия на храна.
Ейстейн загива докато извършва викингски набези над съседното кралство, което се нарича Варна (дн. Рюге, Норвегия). По това време Варна се управлява от конунга Скьолд, който според легендата бил маг. При поредния грабеж Скьолд излиза на брега с хората си, когато Ейстейн вече отплава на кораба си. Скьолд духнал в наметалото си и се извил вятър, който хвърлил Ейстейн зад борда и той се удавил. Хората му отнесли тялото му във Вестфол и го погребали в могила в Боре, Норвегия.